# 70030 Margaretmiller
70030 Margaretmiller este o planetă minoră (asteroid), cu un diametru de 1,435 km, din centura de asteroizi. A fost descoperită pe 7 februarie 1999 la  de Brian D. Warner⁠(d). 
Obiectul prezintă o orbită caracterizată de o semiaxă mare de 1,9530208941581 UAi, o excentricitate de 0,09, o înclinație de 17 ° în raport cu ecliptica.